# Törwang

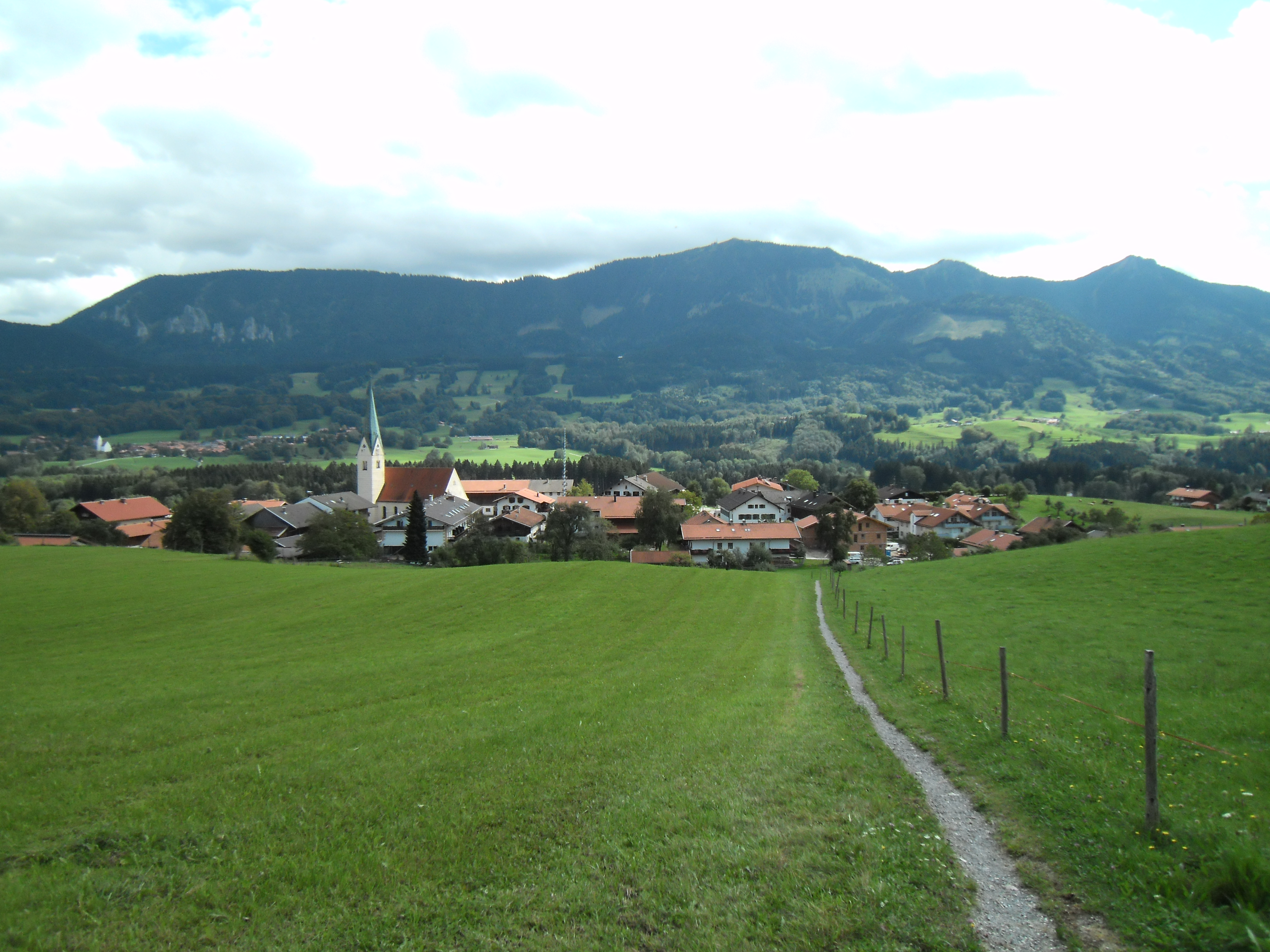
Törwang am Samerberg, im Hintergrund von links nach rechts: Riesenberg 1444 m, Hochries 1569 m, Karkopf 1497 m und Feichteck 1514 m

Törwang ist ein Gemeindeteil von Samerberg im Landkreis Rosenheim, Regierungsbezirk Oberbayern.

## Geographische Lage
Die Gemeindeteile von Samerberg liegen östlich des Inns räumlich verstreut auf einem etwa sieben Kilometer langen hügeligen Hochplateau in ca. 600 bis 750 m Höhe ü. NN zwischen Nußdorf im Inntal im Südwesten und Frasdorf an der Autobahn A 8 München–Salzburg im Nordosten. Das Pfarrdorf Törwang befindet sich am nordwestlichen Rand des Wohngebiets Samerberg am Hang des Steinbergs.

## Geschichte

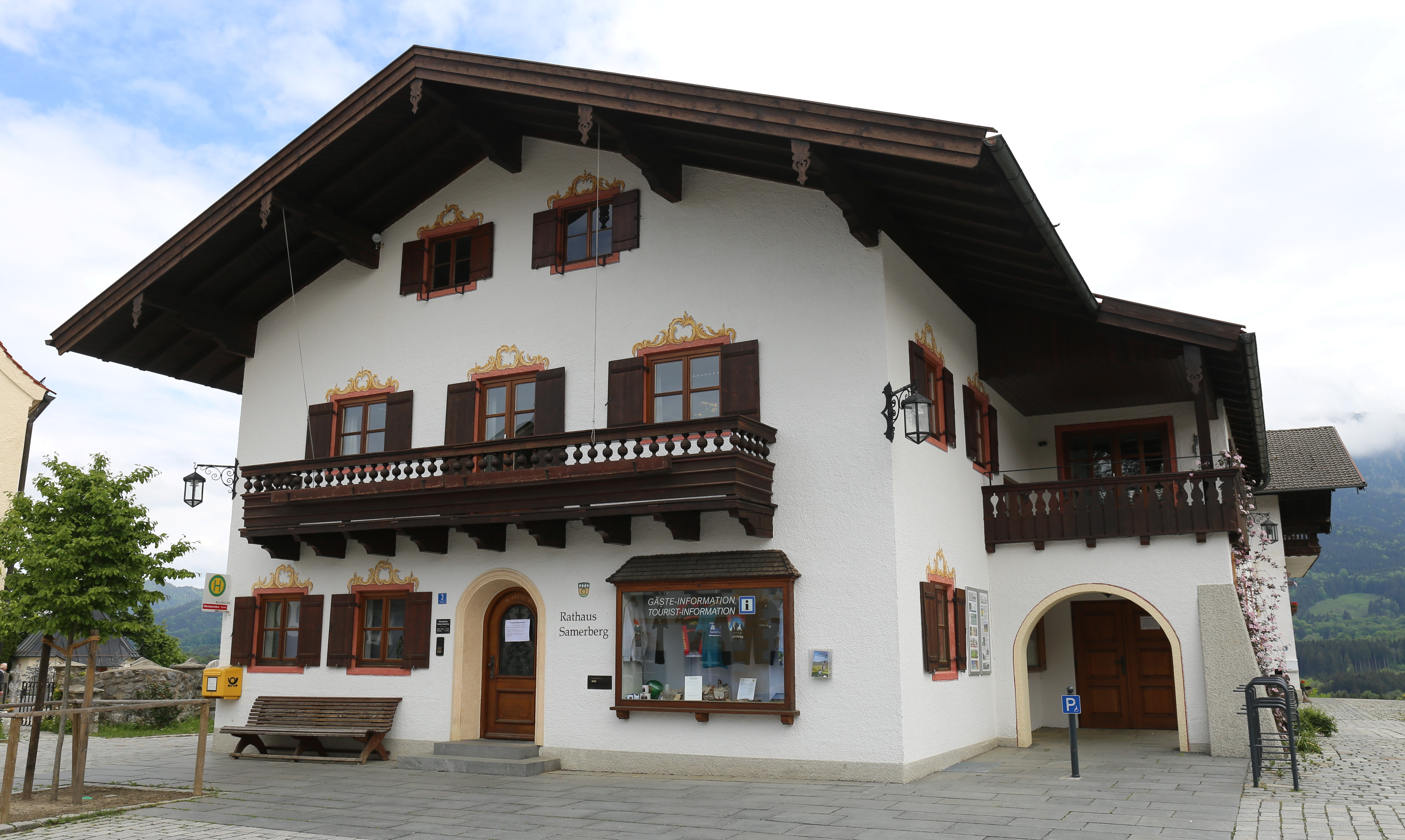
In Törwang steht das Rathaus von Samerberg

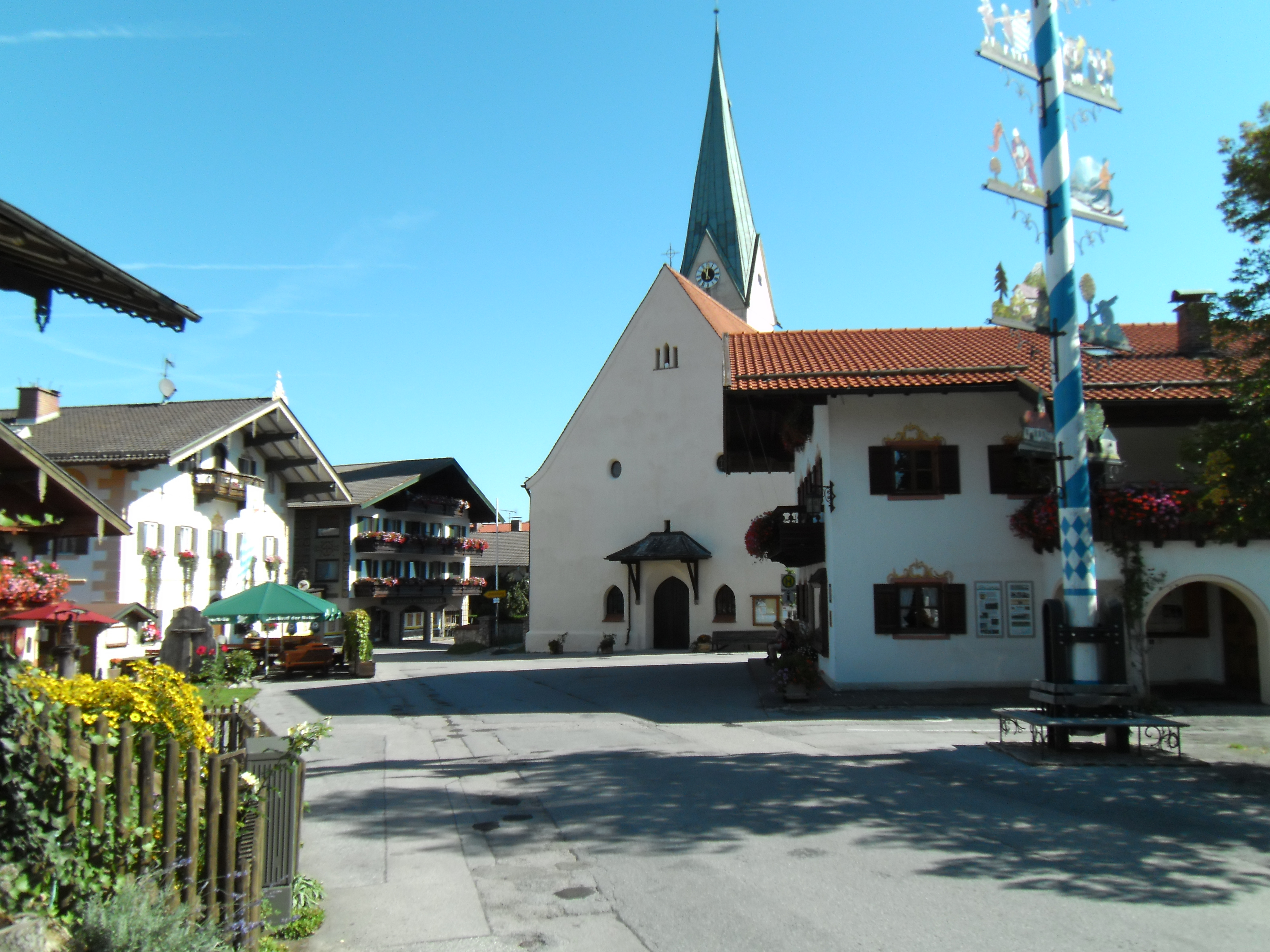
Ortsmitte von Törwang mit dem Gasthaus und Hotel Zur Post (links im Bild)

Östlicher Dorfeingang, mit dem Mangfallgebirge am Horizont (links im Bild)

Während zahlreiche Kirchdörfer des Chiemgaus seit 788 urkundlich nachweisbar sind – darunter auch der zu Samerberg gehörige Weiler Roßholzen –, ist über die frühe Geschichte Törwangs wenig bekannt. Der Ursprung des Dorfnamens ist ungeklärt. Im Jahr 1824 hatte das Dorf elf Wohngebäude und 60 Einwohner. Es war von der Pfarrei Rohrdorf aus seelsorgerisch betreut worden, bis um die Mitte des 17. Jahrhunderts ein eigener Pfarrer als Vikar bestellt wurde. Seit 1820 sorgte die Stiftung einer alten Wirtin für den Unterhalt des Hilfspfarrers.
Dagegen wird der Weiler Weickersing, der früher zur Gemeinde Törwang gehörte und im 12. Jahrhundert Wohnsitz einer Ministerialen-Familie gewesen war, seit 1120 unter Namen wie Wihecozzingen, Wihegozzingen, Wicozzingen und Wiegozingen häufig in Urkunden erwähnt. In einer lateinischen Schenkungsurkunde der Propstei Berchtesgaden aus dem 12. Jahrhundert heißt Weickersing Wihcozinge.
Im Jahr 1969 wurde in Grainbach, Roßholzen, Steinkirchen und Törwang eine Volksbefragung durchgeführt, um darüber zu entscheiden, ob die vier bis dahin eigenständigen Gemeinden zu einer einzigen Gemeinde mit Verwaltungssitz in Törwang vereinigt werden sollten. Es entschieden sich 88 % der Wähler für dieses Vorhaben, und am 1. Januar 1970 wurde die neue Gemeinde Samerberg durch die Zusammenlegung von Grainbach, Roßholzen, Steinkirchen und Törwang gebildet. Seither ist Törwang Gemeindeteil und Verwaltungssitz von Samerberg.
Vor der Zusammenlegung gehörten zu Törwang folgende Wohnplätze:
| - Törwang - Au - Eiding - Eßbaum | - Fading - Geisenkam - Haus - Hilgen | - Kohlgrub - Lues - Nudlbich - Obereck | - Osterkam - Untereck - Weickersing |

### Demographie
| Jahr | Einwohnerzahl | Anmerkungen                                                             |
| ---- | ------------- | ----------------------------------------------------------------------- |
| 1824 | 60            | in elf Häusern, gezählt im Verwaltungsjahr 1823/24 des Isarkreises      |
| 1840 | 361           | [ 6 ]                                                                   |
| 1861 | 307           | [ 6 ]                                                                   |
| 1871 | 326           | am 1. Dezember 1871, in 68 Wohngebäuden, 325 Katholiken, ein Protestant |
| 1880 | 329           | [ 6 ]                                                                   |
| 1900 | 283           | [ 6 ]                                                                   |
| 1905 | 319           | [ 6 ]                                                                   |
| 1910 | 346           | am 1. Dezember                                                          |
| 1919 | 381           | [ 6 ]                                                                   |
| 1925 | 412           | [ 6 ]                                                                   |
| 1933 | 405           | [ 10 ]                                                                  |
| 1939 | 424           | [ 10 ]                                                                  |
| 1946 | 736           | Aufnahme von Vertriebenen nach dem Zweiten Weltkrieg                    |
| 1950 | 709           | [ 6 ]                                                                   |
| 1952 | 618           | [ 6 ]                                                                   |
| 1970 |               |                                                                         |

## Verkehr

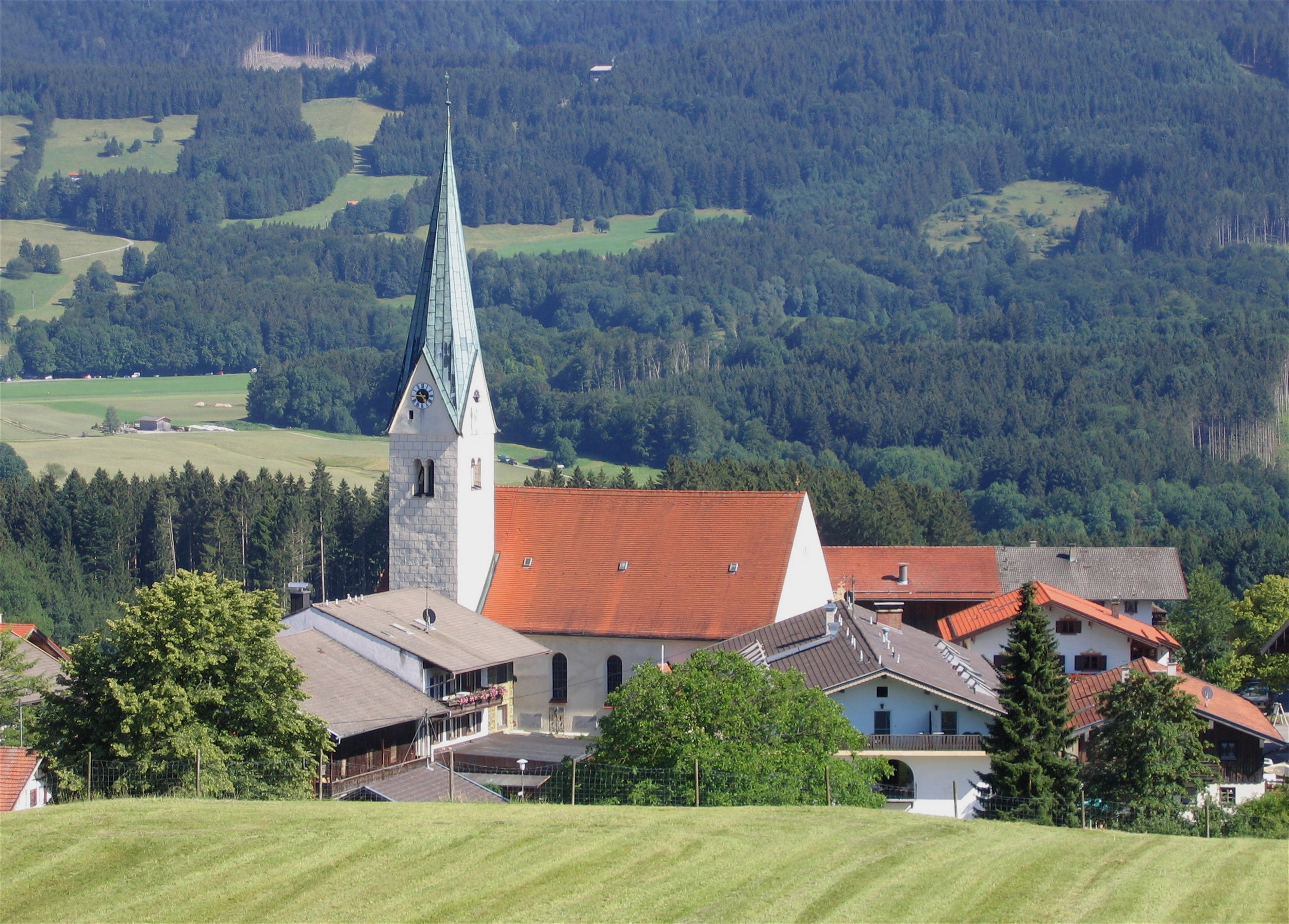
Dorfkirche Mariä Himmelfahrt

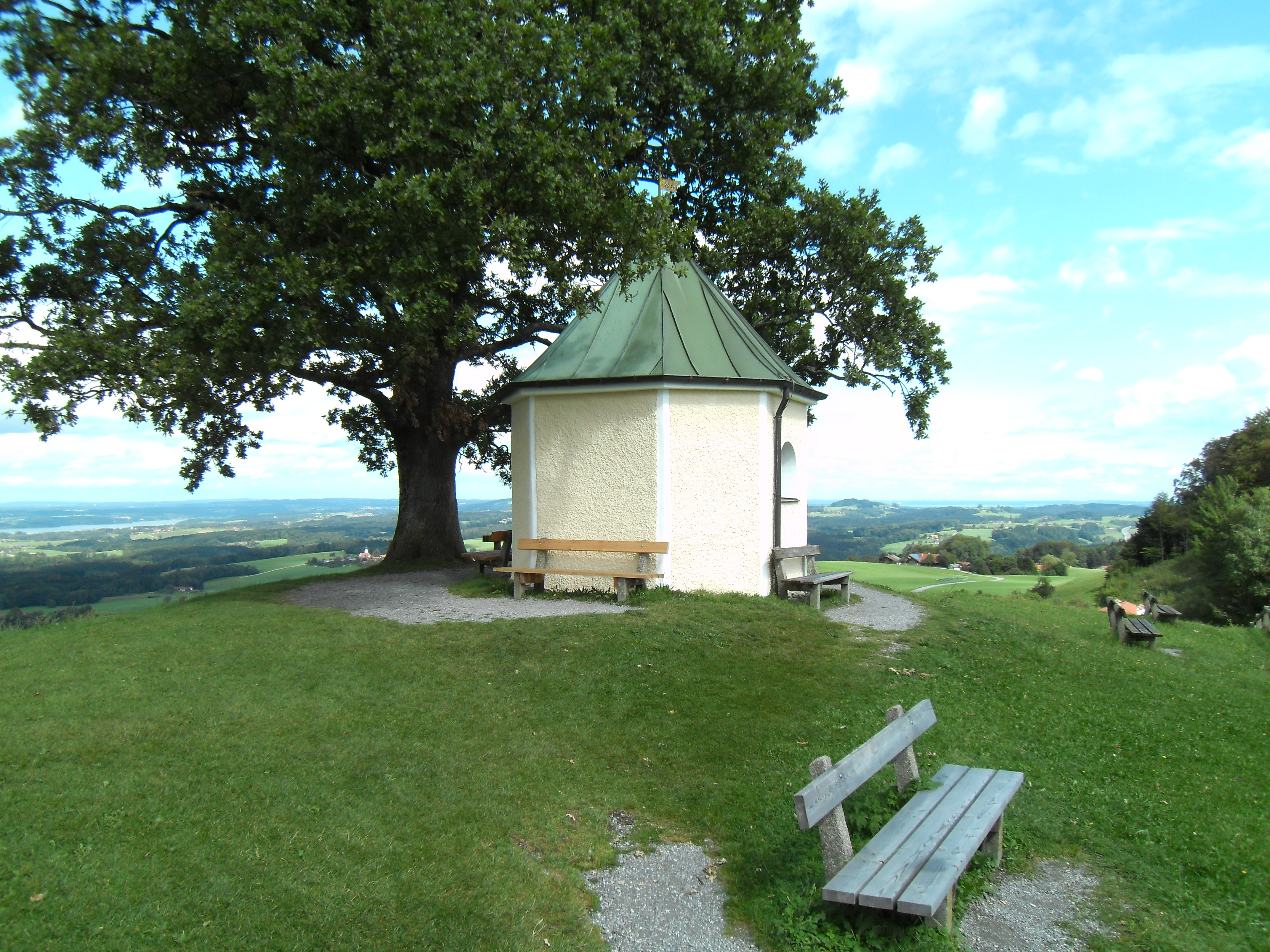
Aussichtskapelle in Obereck bei Törwang; im Hintergrund links der Simssee, rechts der Chiemsee

Törwang liegt an einer Landstraße, die von Achenmühle über Roßholzen weiter ins Inntal führt. Das Dorf hat eine Haltestelle der DB-Omnibuslinie 9493 Roßholzen–Törwang–Lauterbach–Rosenheim. Die Autobahn A8 München-Salzburg kann in Achenmühle erreicht werden, die Autobahn Rosenheim-Innsbruck über Roßholzen und Nußdorf am Inn in Brannenburg.

## Sehenswürdigkeiten
- Dorfkirche Mariä Himmelfahrt, spätgotischer Bau mit Spitzhelm
- Aussichtskapelle am Obereck, ihre überhöhte Position gestattet einen Rundblick über Chiemsee, Simssee und die benachbarte Umgebung des Voralpenlandes.

## Persönlichkeiten mit Bezug zum Ort
- Karl Hermann Müller-Samerberg (1869–1946), Landschaftsmaler, lebte ab 1909 in Törwang und wirkte hier
- Josef Dürnegger (1869–1952), oberbayerischer Heimatforscher, 1901 bis 1952 Pfarrer in Törwang
- Bernhard Zoeppritz (1878–1974), Professor für Gynäkologie in Göttingen und Düsseldorf, ab 1943 Frauenarzt in Törwang
- Ernst Forsthoff (1902–1974), Staatsrechtler, hatte in Törwang ein Feriendomizil[11]
- Christian Doermer (1935–2022), deutscher Schauspieler und Filmemacher, lebte in Törwang